# Jhoaho Hinestroza
Jhoaho Hinestroza (Apartadó, Antioquia, Colombia; 31 de diciembre de 1995) es un futbolista colombiano. Juega de delantero. Actualmente juega para el Marítimo de la Segunda División de Venezuela.

## Trayectoria

### Inicios
Cuando tenía 11 años Eduardo Pimentel lo observó en un partido aficionado y no pensó dos veces en contratarlo para que jugara con el Boyacá Chicó. Con apenas $190.000 mil pesos colombianos lo que tenía para el pasaje en flota de Apartadó - Tunja comienza su etapa en el fútbol profesional.
Al llegar a Tunja en 2008 se da cuenta el club 'Ajedrezado' no contaba con divisiones menores y el entrenador del club en esa época (Alberto Gamero) y sus asistentes ('Chusco' Sierra y 'La Flecha' Gómez) le comentaron que los futbolistas que rendían los ascendian el equipo profesional.
Fue inscrito en el equipo profesional del Boyacá Chicó en el torneo apertura 2009 con apenas 13 años al igual que su amigo 'Faraón' Mena.
Debutaría con 14 años jugando frente al Cúcuta Deportivo, en los tres años que militó para el 'Ajedrezado' solo jugó partidos de Copa Colombia.

### Once Caldas y Atlético Nacional
Comenzó a tener más oportunidades en el fútbol de la mano de Luis Pompilio Páez quien lo lleva al Once Caldas y luego lo recomienda a Juan Carlos Osorio en el Atlético Nacional teniendo varios juegos pero sin poder consolidarse en la titular, luego es solicitado por el 'Teacher' Berrio para jugar en Alianza Petrolera.

### CA Torque
El 7 de enero es presentado como nuevo jugador del Club Atlético Torque de Primera División de Uruguay. Debuta con gol el 3 de febrero en la derrota como locales 2-4 contra el Club Nacional, marcando el primer gol de su club en la Primera División de Uruguay.

## Clubes
| Club                         | País        | Año         |
| ---------------------------- | ----------- | ----------- |
| Boyacá Chicó                 | Colombia    | 2009 - 2011 |
| Once Caldas                  | Colombia    | 2012        |
| Atlético Nacional            | Colombia    | 2012 - 2014 |
| Alianza Petrolera (préstamo) | Colombia    | 2013        |
| Cúcuta Deportivo (préstamo)  | Colombia    | 2014        |
| Pachuca                      | México      | 2014        |
| Mineros de Zacatecas         | México      | 2015        |
| Tlaxcala                     | México      | 2015        |
| América de Cali              | Colombia    | 2016        |
| Alianza Petrolera            | Colombia    | 2016        |
| Jaguares de Córdoba          | Colombia    | 2017        |
| Tigres                       | Colombia    | 2017        |
| Torque                       | Uruguay     | 2018        |
| América de Cali              | Colombia    | 2019        |
| Envigado FC                  | Colombia    | 2020        |
| Veracruzano Tiburón          | México      | 2020 - 2021 |
| Coatepeque                   | Guatemala   | 2021        |
| Deportivo Achuapa            | Guatemala   | 2021        |
| Isidro Metapán               | El Salvador | 2022        |
| Rahmatganj                   | Bangladés   | 2022 - 2023 |
| Marítimo                     | Venezuela   | 2025 - act. |

## Estadísticas
| Club                           | Div                 | Temporada           | Liga  | Liga  | Copa Nacional | Copa Nacional | Copa Internacional | Copa Internacional | Total | Total |
| Club                           | Div                 | Temporada           | Part. | Goles | Part.         | Goles         | Part.              | Goles              | Part. | Goles |
| ------------------------------ | ------------------- | ------------------- | ----- | ----- | ------------- | ------------- | ------------------ | ------------------ | ----- | ----- |
| Boyacá Chicó · Colombia        | 1ª                  | 2009                | 0     | 0     | 1             | 0             | 0                  | 0                  | 1     | 0     |
| Boyacá Chicó · Colombia        | 1ª                  | 2010                | 0     | 0     | 4             | 0             | -                  | -                  | 4     | 0     |
| Boyacá Chicó · Colombia        | 1ª                  | 2011                | 0     | 0     | 1             | 0             | -                  | -                  | 1     | 0     |
| Boyacá Chicó · Colombia        | Total               | Total               | 0     | 0     | 6             | 0             | 0                  | 0                  | 6     | 0     |
| Once Caldas · Colombia         | 1ª                  | 2012                | 3     | 0     | 2             | 0             | -                  | -                  | 5     | 0     |
| Once Caldas · Colombia         | Total               | Total               | 3     | 0     | 2             | 0             | 0                  | 0                  | 5     | 0     |
| Atlético Nacional · Colombia   | 1ª                  | 2013                | 0     | 0     | 5             | 0             | -                  | -                  | 5     | 0     |
| Atlético Nacional · Colombia   | Total               | Total               | 0     | 0     | 5             | 0             | 0                  | 0                  | 5     | 0     |
| Alianza Petrolera · Colombia   | 1ª                  | 2013                | 7     | 0     | 2             | 0             | -                  | -                  | 9     | 0     |
| Alianza Petrolera · Colombia   | Total               | Total               | 7     | 0     | 2             | 0             | 0                  | 0                  | 9     | 0     |
| Cúcuta Deportivo · Colombia    | 2ª                  | 2014                | 13    | 3     | 0             | 0             | -                  | -                  | 13    | 3     |
| Cúcuta Deportivo · Colombia    | Total               | Total               | 13    | 3     | 0             | 0             | 0                  | 0                  | 13    | 3     |
| Pachuca Sub-20 · México        | 6ª                  | 2014                | 19    | 7     | -             | -             | -                  | -                  | 19    | 7     |
| Pachuca Sub-20 · México        | Total               | Total               | 19    | 7     | -             | -             | -                  | -                  | 19    | 7     |
| Mineros de Zacatecas · México  | 2ª                  | 2014/15             | 11    | 0     | 5             | 2             | -                  | -                  | 16    | 2     |
| Mineros de Zacatecas · México  | Total               | Total               | 11    | 0     | 5             | 2             | 0                  | 0                  | 16    | 2     |
| Tlaxcala · México              | 3ª                  | 2015                | 5     | 0     | 0             | 0             | -                  | -                  | 5     | 0     |
| Tlaxcala · México              | Total               | Total               | 5     | 0     | 0             | 0             | 0                  | 0                  | 5     | 0     |
| América de Cali · Colombia     | 2ª                  | 2016                | 14    | 5     | 1             | 0             | -                  | -                  | 15    | 5     |
| América de Cali · Colombia     | Total               | Total               | 14    | 5     | 1             | 0             | 0                  | 0                  | 15    | 5     |
| Alianza Petrolera · Colombia   | 1ª                  | 2014                | 10    | 1     | 0             | 0             | -                  | -                  | 10    | 1     |
| Alianza Petrolera · Colombia   | Total               | Total               | 10    | 1     | 0             | 0             | 0                  | 0                  | 10    | 1     |
| Jaguares de Córdoba · Colombia | 1ª                  | 2017                | 3     | 0     | 2             | 0             | -                  | -                  | 5     | 0     |
| Jaguares de Córdoba · Colombia | Total               | Total               | 3     | 0     | 2             | 0             | 0                  | 0                  | 5     | 0     |
| Tigres · Colombia              | 1ª                  | 2017                | 13    | 3     | 0             | 0             | -                  | -                  | 13    | 3     |
| Tigres · Colombia              | Total               | Total               | 13    | 3     | 0             | 0             | 0                  | 0                  | 13    | 3     |
| Torque · Uruguay               | 1ª                  | 2018                | 9     | 1     | 0             | 0             | -                  | -                  | 9     | 1     |
| Torque · Uruguay               | Total               | Total               | 9     | 1     | 0             | 0             | 0                  | 0                  | 9     | 1     |
| América de Cali · Colombia     | 1ª                  | 2019                | 3     | 0     | 3             | 0             | -                  | -                  | 6     | 0     |
| América de Cali · Colombia     | Total               | Total               | 3     | 0     | 3             | 0             | 0                  | 0                  | 6     | 0     |
| Envigado FC · Colombia         | 1ª                  | 2020                | 6     | 0     | 0             | 0             | -                  | -                  | 6     | 0     |
| Envigado FC · Colombia         | Total               | Total               | 6     | 0     | 0             | 0             | -                  | -                  | 6     | 0     |
| Veracruzano Tiburón · México   | 1ª                  | 2020-21             | 0     | 0     | 0             | 0             | -                  | -                  | 0     | 0     |
| Veracruzano Tiburón · México   | Total               | Total               | 0     | 0     | 0             | 0             | -                  | -                  | 0     | 0     |
| Deportivo Achuapa · Guatemala  | 1ª                  | 2021                | 6     | 0     | 0             | 0             | -                  | -                  | 6     | 0     |
| Deportivo Achuapa · Guatemala  | Total               | Total               | 6     | 0     | 0             | 0             | -                  | -                  | 6     | 0     |
| Isidro Metapán · El Salvador   | 1ª                  | 2022                | 13    | 3     | 0             | 0             | -                  | -                  | 13    | 3     |
| Isidro Metapán · El Salvador   | Total               | Total               | 13    | 3     | 0             | 0             | -                  | -                  | 13    | 3     |
| Total en su carrera            | Total en su carrera | Total en su carrera | 110   | 20    | 26            | 2             | 0                  | 0                  | 136   | 22    |